# Медаль Тиндаля
Медаль Тиндаля (англ. Tyndall Medal) - научная награда Акустического института (Великобритания) за выдающиеся достижения в акустике. Награда учреждена в честь британского физика Джона Тиндаля (1820-1893) и вручается раз в два года молодым (до 40 лет) учёным Великобритании.

## Список награждённых
- 1975 M E Delany
- 1978 H G Leventhall
- 1980 R K Mackenzie
- 1982 F J Fahy
- 1984 R G White
- 1986 J G Charles
- 1988 M F E Barron
- 1990 N G Pace
- 1992 S J Elliott и P A Nelson
- 1994 R K Moore
- 1996 S N Chandler-Wilde
- 1998 J E T Griffiths
- 2000 Y A Lam
- 2002 Prof Tim Leighton[англ.]
- 2004 Prof Trevor Cox[англ.]
- 2006 Кирилл Хорошенков[1]
- 2008 Prof Jian Kang
- 2010  Ольга Умнова[2]
- 2012 Dr Carl Hopkins
- 2014 Dr Stephen Dance
- 2016 Jonathan Hargreaves

## См.также
- Список лауреатов с сайта Акустического института (анг.)
- Медаль Рэлея